# Leichtathletik-Weltmeisterschaften 1983/800 m der Männer

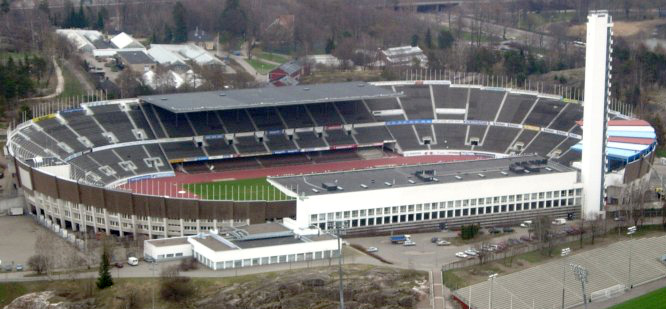
Das Olympiastadion in Helsinki

Der 800-Meter-Lauf der Männer bei den Leichtathletik-Weltmeisterschaften 1983 fand am 7., 8. und 9. August 1983 in Helsinki, Finnland, statt.
58 Athleten aus 46 Ländern nahmen an dem Wettbewerb teil. Die Goldmedaille gewann der Bundesdeutsche Willi Wülbeck nach 1:43,65 min, Silber ging an den Niederländer Rob Druppers mit 1:44,20 min und die Bronzemedaille sicherte sich der Brasilianer Joaquim Cruz mit 1:44,27 min.

## Rekorde
Vor dem Wettbewerb galten folgende Rekorde:
| Weltrekord               | Sebastian Coe                                                               | 1:41,73                                                                     | Florenz, Italien                                                            | 10. Juni 1981                                                               |
| Weltmeisterschaftsrekord | Es gab noch keine WM-Rekorde, die Veranstaltung wurde erstmals ausgetragen. | Es gab noch keine WM-Rekorde, die Veranstaltung wurde erstmals ausgetragen. | Es gab noch keine WM-Rekorde, die Veranstaltung wurde erstmals ausgetragen. | Es gab noch keine WM-Rekorde, die Veranstaltung wurde erstmals ausgetragen. |

Der WM-Rekord wurde nach und nach auf zuletzt 1:43,65 min gesteigert (Willi Wülbeck, BR Deutschland im Finale am 9. August 1983).

## Vorläufe
7. August 1983
Aus den acht Vorläufen qualifizierten sich die jeweils zwei Ersten jedes Laufes – hellblau unterlegt – und zusätzlich die acht Zeitschnellsten – hellgrün unterlegt – für das Finale.

### Lauf 1
| Platz | Athlet          | Land                   | Zeit (min) |
| ----- | --------------- | ---------------------- | ---------- |
| 1     | James Robinson  | Vereinigte Staaten     | 1:46,32 CR |
| 2     | Garry Cook      | Vereinigtes Königreich | 1:46,44    |
| 3     | Wiktor Kalinkin | Sowjetunion            | 1:46,57    |
| 4     | Christoph Ulmer | Schweiz                | 1:47,69    |
| 5     | Jama Aden       | Somalia                | 1:48,69    |
| 6     | Paul Gilbert    | Australien             | 1:51,39    |
| 7     | Khaled Khalifa  | Kuwait                 | 1.52,84    |
| 8     | Sekou Camara    | Guinea                 | 1:59,90    |

### Lauf 2

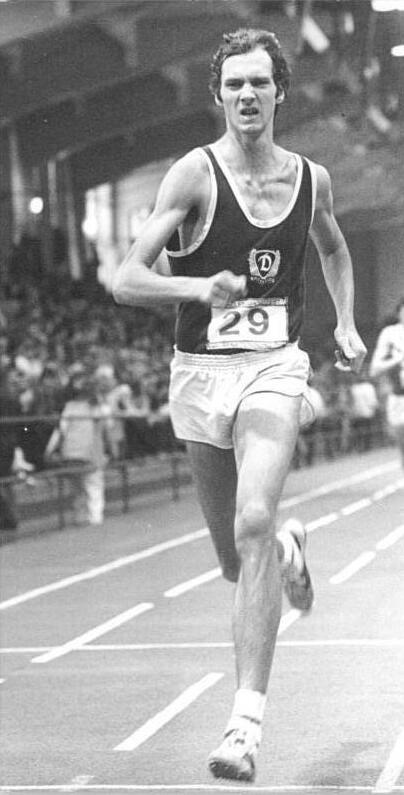
Detlef Wagenknechts fünfter Rang in seinem Halbfinalrennen reichte nicht, um im Finale dabei zu sein

| Platz | Athlet            | Land           | Zeit (min) |
| ----- | ----------------- | -------------- | ---------- |
| 1     | Matthias Assmann  | BR Deutschland | 1:47,45    |
| 2     | José Luíz Barbosa | Brasilien      | 1:47,47    |
| 3     | Binko Kolew       | Bulgarien      | 1:47,49    |
| 4     | Peter Bourke      | Australien     | 1:48,15    |
| 5     | Petru Drăgoescu   | Rumänien       | 1:48,33    |
| 6     | Bo Breigan        | Norwegen       | 1:49,53    |
| 7     | Mohammed Darwish  | Irak           | 1:50,68    |

### Lauf 3
| Platz | Athlet                | Land               | Zeit (min) |
| ----- | --------------------- | ------------------ | ---------- |
| 1     | Willi Wülbeck         | BR Deutschland     | 1:46,55    |
| 2     | Philippe Dupont       | Frankreich         | 1:46,62    |
| 3     | David Patrick         | Vereinigte Staaten | 1:46,76    |
| 4     | Babacar Niang         | Senegal            | 1:47,54    |
| 5     | Donato Sabia          | Italien            | 1:47,62    |
| 6     | Sotirios Moutsanas    | Griechenland       | 1:48,23    |
| 7     | Vincent Confait       | Seychellen         | 1:55,04    |
| 8     | Jean-Marie Rudasinqwa | Ruanda             | 1:55,12    |

### Lauf 4

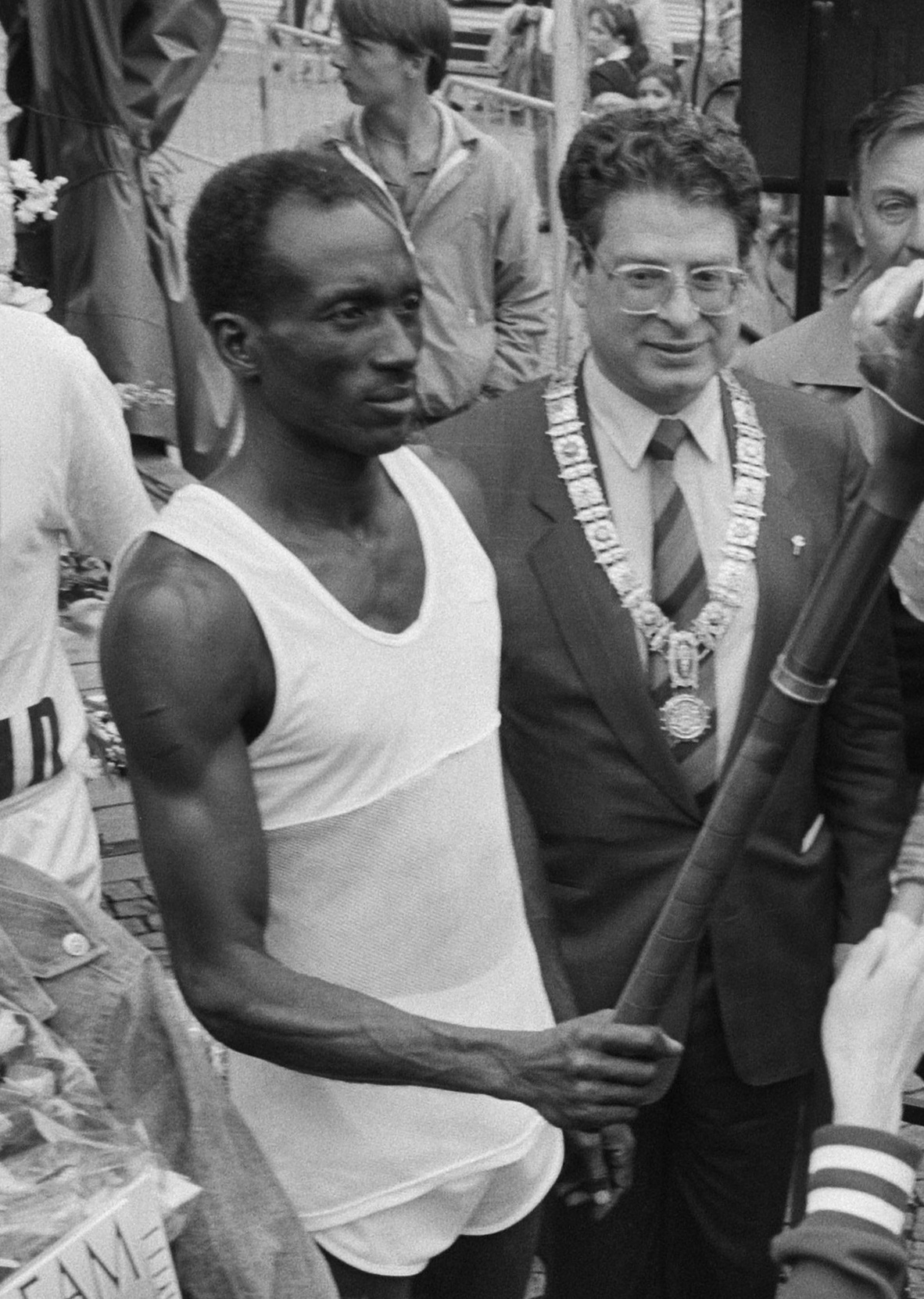
Omer Khalifa schied als Dritter seines Vorlaufs aus

| Platz | Athlet             | Land      | Zeit (min) |
| ----- | ------------------ | --------- | ---------- |
| 1     | Detlef Wagenknecht | DDR       | 1:49,20    |
| 2     | Sammy Koskei       | Kenia     | 1:49,35    |
| 3     | Omer Khalifa       | Sudan     | 1:49,67    |
| 4     | Ronny Olsson       | Schweden  | 1:49,72    |
| 5     | Simon Hoogewerf    | Kanada    | 1:49,92    |
|       | Charlie Oliver     | Salomonen | DNS        |
|       | Ryszard Ostroski   | Polen     | DNS        |

### Lauf 5
| Platz | Athlet             | Land                     | Zeit (min) |
| ----- | ------------------ | ------------------------ | ---------- |
| 1     | Agberto Guimarães  | Brasilien                | 1:48,30    |
| 2     | Alberto Juantorena | Kuba                     | 1:48,40    |
| 3     | Juma Ndiwa         | Kenia                    | 1:48,40    |
| 4     | Mohamed Zahafi     | Marokko                  | 1:49,43    |
| 5     | Gordan Hinds       | Barbados                 | 1:50,92    |
| 6     | Didier Le Guillou  | Frankreich               | 1:52,49    |
| 7     | Ruthsel Martina    | Niederländische Antillen | 1:52,49    |

### Lauf 6
| Platz | Athlet                | Land                   | Zeit (min) |
| ----- | --------------------- | ---------------------- | ---------- |
| 1     | David Mack            | Vereinigte Staaten     | 1:45,84 CR |
| 2     | Jorma Härkönen        | Finnland               | 1:46,39    |
| 3     | Peter Elliott         | Vereinigtes Königreich | 1:46,53    |
| 4     | José Marajo           | Frankreich             | 1:46,78    |
| 5     | Colomán Trabado       | Spanien                | 1:47,10    |
| 6     | Kim Bok-joo           | Südkorea               | 1:48,40    |
| 7     | Tisbite Rakotoarisoa  | Madagaskar             | 1:50,70    |
| 8     | Antonio Cadio Paraiso | São Tomé und Príncipe  | 1:58,47    |

### Lauf 7
| Platz | Athlet         | Land                | Zeit (min) |
| ----- | -------------- | ------------------- | ---------- |
| 1     | Rob Druppers   | Niederlande         | 1:46,12    |
| 2     | Joaquim Cruz   | Brasilien           | 1:46,12    |
| 3     | Peter Pearless | Neuseeland          | 1:47,22    |
| 4     | Mike Solomon   | Trinidad und Tobago | 1:47,30    |
| 5     | Faouzi Lahbi   | Marokko             | 1:47,76    |
| 6     | Gawain Guy     | Jamaika             | 1:49,19    |
| 7     | John Chappory  | Gibraltar           | 1:52,30    |

### Lauf 8
| Platz | Athlet            | Land           | Zeit (min) |
| ----- | ----------------- | -------------- | ---------- |
| 1     | Hans-Peter Ferner | BR Deutschland | 1:48,34    |
| 2     | Michael Hillardt  | Australien     | 1:48,44    |
| 3     | James Maina Boi   | Kenia          | 1:48,69    |
| 4     | Mark Handelsman   | Israel         | 1:49,02    |
| 5     | Mohamed Alouini   | Tunesien       | 1:49.09    |
| 6     | William Wuycke    | Venezuela      | 1:50,71    |
| 7     | Luis Ramírez      | Nicaragua      | 1:55,77    |
| 8     | Clive Williams    | Belize         | 2:03,64    |

## Halbfinale
8. August 1983
Aus den drei Halbfinalläufen qualifizierten sich die jeweils zwei Ersten jedes Laufes – hellblau unterlegt – und zusätzlich die zwei Zeitschnellsten – hellgrün unterlegt – für das Finale.

### Lauf 1
| Platz | Athlet             | Land                | Zeit (min) |
| ----- | ------------------ | ------------------- | ---------- |
| 1     | Joaquim Cruz       | Brasilien           | 1:45,62 CR |
| 2     | James Robinson     | Vereinigte Staaten  | 1:46,16    |
| 3     | Philippe Dupont    | Frankreich          | 1:46,36    |
| 4     | Wiktor Kalinkin    | Sowjetunion         | 1:46,83    |
| 5     | Mike Solomon       | Trinidad und Tobago | 1:47,10    |
| 6     | Matthias Assmann   | BR Deutschland      | 1:48,73    |
| 7     | Michael Hillardt   | Australien          | 1:49,64    |
|       | Alberto Juantorena | Kuba                | DNS        |

### Lauf 2
| Platz | Athlet            | Land                   | Zeit (min) |
| ----- | ----------------- | ---------------------- | ---------- |
| 1     | Willi Wülbeck     | BR Deutschland         | 1:46,21    |
| 2     | Agberto Guimarães | Brasilien              | 1:46,37    |
| 3     | José Marajo       | Frankreich             | 1:46,39    |
| 4     | David Mack        | Vereinigte Staaten     | 1:46,39    |
| 5     | Colomán Trabado   | Spanien                | 1:46,85    |
| 6     | Garry Cook        | Vereinigtes Königreich | 1:47,48    |
| 7     | Sammy Koskei      | Kenia                  | 1:48,92    |
| 8     | Binko Kolew       | Bulgarien              | 1:50,23    |

### Lauf 3
| Platz | Athlet             | Land                   | Zeit (min) |
| ----- | ------------------ | ---------------------- | ---------- |
| 1     | Hans-Peter Ferner  | BR Deutschland         | 1:45,24 CR |
| 2     | David Patrick      | Vereinigte Staaten     | 1:45,30    |
| 3     | Peter Elliott      | Vereinigtes Königreich | 1:45,38    |
| 4     | Rob Druppers       | Niederlande            | 1:45,55    |
| 5     | Detlef Wagenknecht | DDR                    | 1:45,70    |
| 6     | Peter Pearless     | Neuseeland             | 1:47,82    |
| 7     | José Luíz Barbosa  | Brasilien              | 1:48,05    |
| 8     | Jorma Härkönen     | Finnland               | 1:49,39    |

## Finale

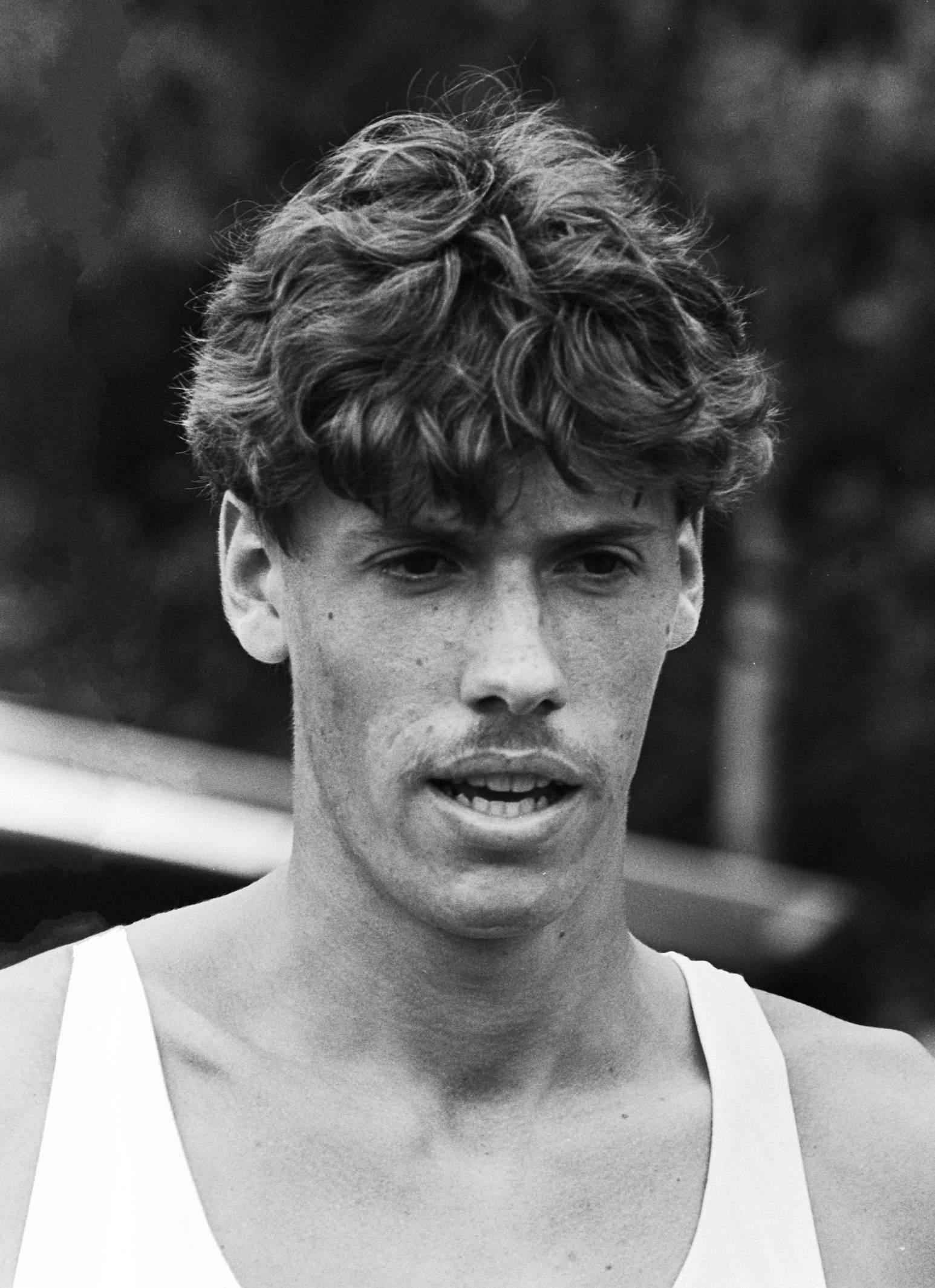
Silbermedaillengewinner Rob Druppers (im Jahr 1983)

9. August 1983
| Platz | Athlet            | Land                   | Zeit (min)    |
| ----- | ----------------- | ---------------------- | ------------- |
|       | Willi Wülbeck     | BR Deutschland         | 1:43,65 CR/DR |
|       | Rob Druppers      | Niederlande            | 1:44,20       |
|       | Joaquim Cruz      | Brasilien              | 1:44,27       |
| 4     | Peter Elliott     | Vereinigtes Königreich | 1:44,87       |
| 5     | James Robinson    | Vereinigte Staaten     | 1:45,12       |
| 6     | Agberto Guimarães | Brasilien              | 1:45,46       |
| 7     | Hans-Peter Ferner | BR Deutschland         | 1:45,74       |
| 8     | David Patrick     | Vereinigte Staaten     | 1:46,56       |